# اما ساقاتلیان
اما آشوتی ساقاتلیان (ارمنی: Էմմա Աշոտի Սաղաթելյան؛  زادهٔ ۴ آوریل ۱۹۲۹ - درگذشته ۲۶ آوریل ۲۰۲۱) زمین‌شناس اهل ارمنستان بود.

## زندگی‌نامه
وی در ۴ آوریل ۱۹۲۹ در ارمنستان به دنیا آمد و از دانشگاه دولتی ایروان فارغ‌التحصیل گشت. همچنین برندهٔ جوایزی همچون نشان آنانیا شیراکاتسی () شده است. وی در ۲۶ آوریل ۲۰۲۱ در سن ۹۲ سالگی درگذشت.

## یادداشت
1. ↑  երկրաբանական գիտությունների դոկտոր